# Petra Martić
Petra Martić, née le 19 janvier 1991 à Split, alors encore en Croatie yougoslave, est une joueuse de tennis croate, professionnelle depuis 2007.
À ce jour, elle compte deux titres en simple sur le circuit WTA.

## Biographie
Après avoir échoué deux fois en finale, Petra Martić remporte son premier titre sur le Circuit principal WTA lors du tournoi d'Istanbul en 2019. L'année précédente, elle avait remporté un titre sur le circuit Challenger au Oracle Challenger Series de Chicago.
En 2022, elle atteint pour la troisième fois de sa carrière les huitièmes de finale de Wimbledon en s'imposant contre Shelby Rogers, Kristína Kučová et l'Américaine Jessica Pegula, 9e mondiale (6-2, 7-6). Elle est éliminée à ce stade de la compétition par la Kazakh Elena Rybakina (5-7, 3-6).
Mi-février 2023, elle atteint la sixième finale de sa carrière à Linz, en Autriche. Elle bat pour cela la qualifiée Espagnole Marina Bassols Ribera (6-1, 7-5), la Belge Alison Van Uytvanck au terme d'un combat serré (6-4, 6-7, 7-6), la Danoise Clara Tauson (6-4, 7-5) et la septième mondiale María Sákkari (3-6, 6-3, 6-4) en demi-finale. Elle tombe en finale contre la Russe Anastasia Potapova (3-6, 1-6), sa première perdue près de trois ans.
Deux mois plus tard, elle parvient pour la deuxième fois de sa carrière en quarts de finale à Madrid après s'être défait de l'Allemande Laura Siegemund (7-6, 6-3), de la Russe Anna Kalinskaya (6-3, 4-6, 6-3) et de l'ancienne lauréate de Roland Garros Barbora Krejčíková (6-3, 7-6). Elle est éliminée à ce stade par la numéro une mondiale Iga Świątek (0-6, 3-6).

## Palmarès

### Titres en simple dames
| No | Date       | Nom et lieu du tournoi             | Catégorie | Dotation  | Surface      | Finaliste           | Score         |          |
| -- | ---------- | ---------------------------------- | --------- | --------- | ------------ | ------------------- | ------------- | -------- |
| 1  | 22-04-2019 | BNP Paribas Istanbul Cup, Istanbul | Intern'l  | 226 750 $ | Terre (ext.) | Markéta Vondroušová | 1-6, 6-4, 6-1 | Parcours |
| 2  | 11-07-2022 | Ladies Open Lausanne, Lausanne     | WTA 250   | 251 750 $ | Terre (ext.) | Olga Danilović      | 6-4, 6-2      | Parcours |

### Finales en simple dames
| No | Date       | Nom et lieu du tournoi          | Catégorie | Dotation  | Surface      | Vainqueure           | Score              |          |
| -- | ---------- | ------------------------------- | --------- | --------- | ------------ | -------------------- | ------------------ | -------- |
| 1  | 27-02-2012 | Malaysian Open, Kuala Lumpur    | Intern'l  | 220 000 $ | Dur (ext.)   | Hsieh Su-wei         | 2-6, 7-5, 4-1, ab. | Parcours |
| 2  | 16-07-2018 | Bucharest Open, Bucarest        | Intern'l  | 250 000 $ | Terre (ext.) | Anastasija Sevastova | 7-64, 6-2          | Parcours |
| 3  | 09-09-2019 | Zhengzhou Open, Zhengzhou       | Premier   | 943 900 $ | Dur (ext.)   | Karolína Plíšková    | 6-3, 6-2           | Parcours |
| 4  | 06-02-2023 | Upper Austria Ladies Linz, Linz | WTA 250   | 259 303 $ | Dur (int.)   | Anastasia Potapova   | 6-3, 6-1           | Parcours |

### Titre en double dames
Aucun

### Finales en double dames
| No | Date       | Nom et lieu du tournoi                | Catégorie | Dotation  | Surface      | Vainqueures                          | Partenaire          | Score             |          |
| -- | ---------- | ------------------------------------- | --------- | --------- | ------------ | ------------------------------------ | ------------------- | ----------------- | -------- |
| 1  | 06-02-2012 | Open GDF Suez Paris                   | Premier   | 637 000 $ | Dur (int.)   | Liezel Huber Lisa Raymond            | Anna-Lena Grönefeld | 7-63, 6-1         | Parcours |
| 2  | 11-06-2012 | Nürnberger Gastein Ladies Bad Gastein | Intern'l  | 220 000 $ | Terre (ext.) | Jill Craybas Julia Görges            | Anna-Lena Grönefeld | 6-74, 6-4, [11-9] | Parcours |
| 3  | 22-04-2013 | GP Princesse Lalla Meryem Marrakech   | Intern'l  | 235 000 $ | Terre (ext.) | Tímea Babos Mandy Minella            | Kristina Mladenovic | 6-3, 6-1          | Parcours |
| 4  | 29-02-2016 | Abierto Monterrey Afirme Monterrey    | Intern'l  | 250 000 $ | Dur (ext.)   | Anabel Medina Arantxa Parra Santonja | Maria Sanchez       | 4-6, 7-5, [10-7]  | Parcours |

### Titre en simple en WTA 125
| No | Date       | Nom et lieu du tournoi            | Catégorie | Dotation  | Surface    | Finaliste    | Score    |          |
| -- | ---------- | --------------------------------- | --------- | --------- | ---------- | ------------ | -------- | -------- |
| 1  | 03-09-2018 | Oracle Challenger Series, Chicago | WTA 125   | 115 000 $ | Dur (ext.) | Mona Barthel | 6-4, 6-1 | Parcours |

### Titre en double en WTA 125
| No | Date       | Nom et lieu du tournoi | Catégorie | Dotation  | Surface      | Partenaire  | Finalistes              | Score    |          |
| -- | ---------- | ---------------------- | --------- | --------- | ------------ | ----------- | ----------------------- | -------- | -------- |
| 1  | 31-05-2016 | Bol Open Bol           | WTA 125   | 125 000 $ | Terre (ext.) | Xenia Knoll | Raluca Olaru İpek Soylu | 6-3, 6-2 | Parcours |

## Parcours en Grand Chelem

### En simple dames
| Année | Open d'Australie | Open d'Australie    | Internationaux de France | Internationaux de France | Wimbledon       | Wimbledon          | US Open         | US Open                |
| ----- | ---------------- | ------------------- | ------------------------ | ------------------------ | --------------- | ------------------ | --------------- | ---------------------- |
| 2008  | —                | —                   | —                        | —                        | —               | —                  | Q1              | Katie O'Brien          |
| 2009  | Q1               | Catalina Castaño    | 2e tour (1/32)           | Aleksandra Wozniak       | —               | —                  | 2e tour (1/32)  | Caroline Wozniacki     |
| 2010  | 1er tour (1/64)  | Sabine Lisicki      | 1er tour (1/64)          | Elena Dementieva         | 2e tour (1/32)  | Marion Bartoli     | 1er tour (1/64) | Elena Baltacha         |
| 2011  | 2e tour (1/32)   | Agnieszka Radwańska | Q1                       | Liana Ungur              | 2e tour (1/32)  | Tsvetana Pironkova | 2e tour (1/32)  | A. Pavlyuchenkova      |
| 2012  | 1er tour (1/64)  | Chang Kai-chen      | 1/8 de finale            | Angelique Kerber         | 1er tour (1/64) | Sabine Lisicki     | 1er tour (1/64) | Samantha Stosur        |
| 2013  | 1er tour (1/64)  | Misaki Doi          | 1er tour (1/64)          | Ana Ivanović             | 3e tour (1/16)  | Tsvetana Pironkova | —               | —                      |
| 2014  | 1er tour (1/64)  | Annika Beck         | 1er tour (1/64)          | Elina Svitolina          | 1er tour (1/64) | L. Domínguez       | Q1              | Aleksandra Krunić      |
| 2015  | 1er tour (1/64)  | Maria Sharapova     | 1er tour (1/64)          | Garbiñe Muguruza         | Q1              | Hsieh Su-wei       | Q3              | María Sákkari          |
| 2016  | Q1               | Duan Ying-Ying      | Q2                       | Çağla Büyükakçay         | Q1              | Urszula Radwańska  | —               | —                      |
| 2017  | —                | —                   | 1/8 de finale            | Elina Svitolina          | 1/8 de finale   | M. Rybáriková      | 1er tour (1/64) | Agnieszka Radwańska    |
| 2018  | 1/8 de finale    | Elise Mertens       | 2e tour (1/32)           | Wang Qiang               | 1er tour (1/64) | Ekaterina Makarova | 1er tour (1/64) | Lucie Šafářová         |
| 2019  | 3e tour (1/16)   | Sloane Stephens     | 1/4 de finale            | M. Vondroušová           | 1/8 de finale   | Elina Svitolina    | 1/8 de finale   | Serena Williams        |
| 2020  | 2e tour (1/32)   | Julia Görges        | 3e tour (1/16)           | Laura Siegemund          | Annulé          | Annulé             | 1/8 de finale   | Yulia Putintseva       |
| 2021  | 1er tour (1/64)  | Olga Danilović      | 1er tour (1/64)          | Camila Giorgi            | 2e tour (1/32)  | Irina-Camelia Begu | 2e tour (1/32)  | Ajla Tomljanović       |
| 2022  | 1er tour (1/64)  | Jil Teichmann       | 1er tour (1/64)          | Kateřina Siniaková       | 1/8 de finale   | Elena Rybakina     | 3e tour (1/16)  | Victoria Azarenka      |
| 2023  | 2e tour (1/32)   | Zhang Shuai         | 2e tour (1/32)           | Sara Sorribes Tormo      | 3e tour (1/16)  | Iga Świątek        | 2e tour (1/32)  | Marie Bouzková         |
| 2024  | 1er tour (1/64)  | Ajla Tomljanović    | 2e tour (1/32)           | Elise Mertens            | 2e tour (1/32)  | Iga Świątek        | 1er tour (1/64) | Jéssica Bouzas Maneiro |
| 2025  | 1er tour (1/64)  | Jaqueline Cristian  | Q1                       | Carole Monnet            | 1er tour (1/64) | Diane Parry        |                 |                        |

N.B. : à droite du résultat se trouve le nom de l'ultime adversaire.

### En double dames
N.B. : le nom de la partenaire se trouve sous le résultat ; le nom des ultimes adversaires se trouve à droite.

### En double mixte
| Année | Open d'Australie | Open d'Australie | Internationaux de France | Internationaux de France | Wimbledon                                                                        | Wimbledon | US Open | US Open |
| ----- | ---------------- | ---------------- | ------------------------ | ------------------------ | -------------------------------------------------------------------------------- | --------- | ------- | ------- |
| 2012  | —                | —                | —                        | —                        | 2e tour (1/16) J. Cerretani \|\| style="text-align:left;" \| T. Paszek J. Knowle | —         | —       |         |

N.B. : le nom du partenaire se trouve sous le résultat ; le nom des ultimes adversaires se trouve à droite.

## Parcours en «Premier» et WTA 1000
Les tournois WTA « Premier Mandatory » et « Premier 5 » (entre 2009 et 2020) et WTA 1000 (à partir de 2021) constituent les catégories d'épreuves les plus prestigieuses, après les quatre levées du Grand Chelem.

### En simple dames
| Année |       |                              |                               |                              |                              |                             |                              |                               |                              |                             |  |                          |
| Doha  | Dubaï | Indian Wells                 | Miami                         | Madrid                       | Rome                         | Canada                      | Cincinnati                   | Pékin                         |                              | Tokyo                       |  |                          |
| Doha  | Dubaï | Indian Wells                 | Miami                         | Madrid                       | Rome                         | Canada                      | Cincinnati                   | Pékin                         | Wuhan                        |                             |  |                          |
| Doha  | Dubaï | Indian Wells                 | Miami                         | Madrid                       | Rome                         | Canada                      | Cincinnati                   | Pékin                         | Guadalajara                  |                             |  |                          |
| 2009  |       |                              |                               | 1er tour (1/64) V. Dushevina |                              |                             |                              |                               |                              |                             |  |                          |
| 2010  |       |                              |                               | 2e tour (1/32) J. Janković   | 3e tour (1/16) Y. Wickmayer  |                             |                              |                               |                              |                             |  |                          |
| 2011  |       |                              |                               |                              | 2e tour (1/32) M. Sharapova  |                             |                              | 2e tour (1/16) A. Radwańska   | 3e tour (1/8) V. Zvonareva   |                             |  |                          |
| 2012  |       | 1er tour (1/32) P. Cetkovská |                               | 1er tour (1/64) L. Davis     | 1er tour (1/64) T. Pironkova | 1er tour (1/32) S. Stosur   |                              |                               |                              |                             |  | 3e tour (1/8) N. Petrova |
| 2013  |       |                              |                               | 1er tour (1/64) S. Vögele    | 1er tour (1/64) S. Vögele    |                             |                              | 1er tour (1/32) M. Kirilenko  | 1er tour (1/32) S. Stephens  |                             |  |                          |
| 2014  |       | 1er tour (1/32) V. Williams  |                               |                              |                              |                             |                              |                               |                              |                             |  |                          |
| 2018  |       |                              |                               | 1/4 de finale S. Halep       | 3e tour (1/16) A. Barty      | 2e tour (1/16) C. Garcia    | 2e tour (1/16) E. Svitolina  |                               | 2e tour (1/16) A. Anisimova  | 2e tour (1/16) C. Wozniacki |  |                          |
| 2019  |       |                              | 1er tour (1/32) K. Siniaková  | 1er tour (1/64) M. Linette   | 2e tour (1/32) Ka. Plíšková  | 1/4 de finale S. Stephens   |                              | 1er tour (1/32) F. Di Lorenzo | 1er tour (1/32) A. Sabalenka | 1er tour (1/32) E. Mertens  |  | 1/4 de finale A. Barty   |
| 2020  |       | 1er tour (1/32) B. Strýcová  |                               |                              |                              |                             | 2e tour (1/16) Y. Putintseva |                               |                              |                             |  |                          |
|       |       | WTA 1000                     |                               |                              |                              |                             |                              |                               |                              |                             |  |                          |
| 2021  |       |                              | 1er tour (1/32) K. Mladenovic | 2e tour (1/32) I. Świątek    | 2e tour (1/32) A. Kalinskaya | 1er tour (1/32) B. Pera     | 1/2 finale Ka. Pliskova      |                               |                              |                             |  |                          |
| 2022  |       |                              |                               | 1/4 de finale S. Halep       |                              | 2e tour (1/16) A. Anisimova | 3e tour (1/8) B. Andreescu   |                               | 1er tour (1/32) C. Garcia    |                             |  |                          |
| 2023  |       |                              | 1er tour (1/32) Y. Putintseva | 2e tour (1/32) V. Gracheva   | 3e tour (1/16) E. Mertens    | 1/4 de finale I. Świątek    | 2e tour (1/32) C. Osorio     | 2e tour (1/16) A. Sabalenka   | 2e tour (1/16) K. Muchová    | 2e tour (1/16) C. Gauff     |  |                          |
| 2024  |       | 2e tour (1/16) N. Osaka      | 2e tour (1/16) M. Fręch       | 1er tour (1/64) A. Kerber    | 1er tour (1/64) C. Liu       |                             | 1er tour (1/64) M. Sherif    |                               |                              |                             |  |                          |

Sous le résultat, l’ultime adversaire.

Nota: à partir de 2024, le nombre de tournois de cette catégorie passe à 10 par saison et l'alternance entre Dubaï et Doha est supprimée. Le codage Wiki actuel ne permet l'affichage que du résultat de Dubaï si la joueuse a également joué Doha.

## Parcours aux Jeux olympiques

### En simple dames
| # | Date       | Nom de l'olympiade         | Surface             | Résultat        | Ultime adversaire | Score    |          |
| - | ---------- | -------------------------- | ------------------- | --------------- | ----------------- | -------- | -------- |
| 1 | 27/07/2024 | Olympic Tennis Event Paris | Terre battue (ext.) | 1er tour (1/32) | Cristina Bucșa    | 6-4, 6-3 | Parcours |

## Parcours en Fed Cup
| #                                                             | Date       | Lieu | Surface    | Gagnante(s)                | Perdante(s)             | Score    |          |
|                                                               |            |      |            |                            |                         |          |          |
| 2008 - 1er tour (groupe mondial II) - Japon - Croatie - 4 : 1 |            |      |            |                            |                         |          |          |
| 1                                                             | 02/02/2008 | Miki | Dur (int.) | Rika Fujiwara Ayumi Morita | Petra Martić Ana Vrljić | 6-2, 6-3 | Parcours |

## Classements WTA en fin de saison
| Année          | 2007 | 2008 | 2009 | 2010 | 2011 | 2012 | 2013 | 2014 | 2015 | 2016 | 2017 | 2018 | 2019 | 2020 | 2021 | 2022 | 2023 | 2024 |
| Rang en simple | 325  | 214  | 84   | 144  | 49   | 59   | 116  | 179  | 144  | 264  | 89   | 32   | 15   | 18   | 54   | 39   | 40   | 123  |
| Rang en double | –    | –    | 139  | 86   | 97   | 58   | 83   | 97   | 101  | 179  | 600  | 263  | 154  | 301  | 78   | 177  | 1225 | 476  |

Source : (en) Classements de Petra Martić sur le site officiel de la Fédération internationale de tennis

## Records et statistiques

### Victoires sur le top 10
Ce sont toutes ses victoires sur des joueuses classées dans le top 10 de la WTA, le classement étant celui en vigueur lorsque la rencontre a eu lieu.
| Légende         |
| Grand Chelem    |
| Jeux olympiques |
| Masters         |
| WTA 1000        |
| Elite Trophy    |
| WTA 500         |
| WTA 250         |
| Fed Cup         |

| # |       |  | Tournoi       | Année | Surface      |  | Adversaire        | Rang | Tour | Score          | Tableau |
| - | ----- |  | ------------- | ----- | ------------ |  | ----------------- | ---- | ---- | -------------- | ------- |
| 1 | no 50 |  | Roland-Garros | 2012  | Terre battue |  | Marion Bartoli    | no 8 | 1/32 | 6-2, 3-6, 6-3  | Tableau |
| 2 | no 73 |  | Tokyo         | 2012  | Dur          |  | Petra Kvitová     | no 5 | 1/16 | 6-4, 6-4       | Tableau |
| 3 | no 51 |  | Indian Wells  | 2018  | Dur          |  | Jeļena Ostapenko  | no 6 | 1/16 | 6-3, 6-3       | Tableau |
| 4 | no 31 |  | Roland-Garros | 2019  | Terre battue |  | Karolína Plíšková | no 2 | 1/16 | 6-3, 6-3       | Tableau |
| 5 | no 47 |  | Rome          | 2022  | Terre battue |  | Anett Kontaveit   | no 2 | 1/16 | 6-2, 6-3       | Tableau |
| 6 | no 80 |  | Wimbledon     | 2022  | Gazon        |  | Jessica Pegula    | no 9 | 1/16 | 6-2, 7-65      | Tableau |
| 7 | no 54 |  | US Open       | 2022  | Dur          |  | Paula Badosa      | no 4 | 1/32 | 65-7, 6-1, 6-2 | Tableau |
| 8 | no 34 |  | Linz          | 2023  | Dur indoor   |  | María Sákkari     | no 7 | 1/2  | 3-6, 6-3, 6-4  | Tableau |